# Tuchmacherbrunnen (Wien)

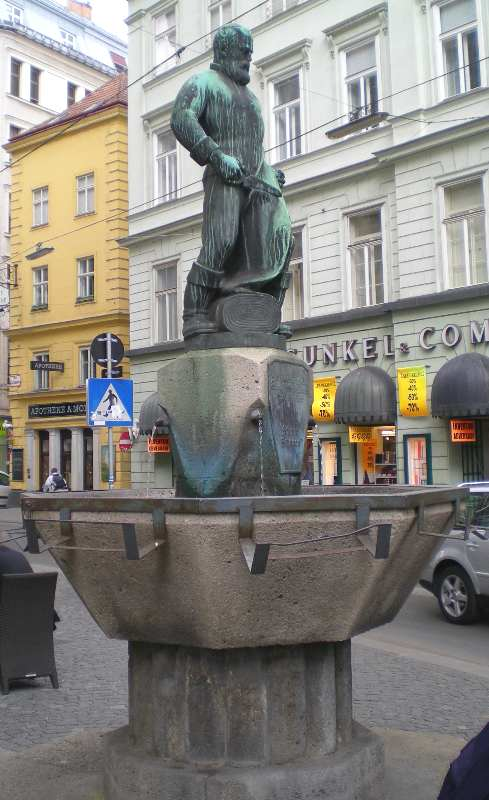
Tuchmacherbrunnen oder auch Tuchlaubenbrunnen

Der Tuchmacherbrunnen oder auch Tuchlaubenbrunnen ist ein Brunnen im 1. Wiener Gemeindebezirk Innere Stadt.

## Geschichte
Anlass für die Errichtung des Tuchmacherbrunnens vor dem Haus Tuchlauben 8 war das 30-jährige Bestehen der Wiener Wechselseitigen Versicherung (ursprünglich: Städtische Kaiser-Franz-Josef-Jubiläums-Lebens- und Rentenversicherungs-Anstalt), die hier ihre Zentrale hatte. Enthüllt wurde der Brunnen am 7. Juni 1928.
Schöpfer der Bronzefigur des Brunnens war Oskar Thiede. Gegossen wurde die Figur von der Erzgießerei A.G:. Der Sockel, die Brunnenschale und die Mittelsäule wurden aus Lindabrunner Konglomerat gefertigt. Neben der Bronzefigur trägt die Mittelsäule noch zwei Bronzetafeln mit den Inschriften: „Von 1436 bis Ende des 18. Jahrhunderts stand hier der ‚Schöne Brunnen’“ und „Zur Verschönerung des Stadtbildes errichtet von der Städtischen Versicherungs-Anstalt Anlässlich ihres 30jährigen Bestands unter dem Bürgermeister Karl Seitz im Jahre 1928“.
Zwischen 1436 und 1753 befand sich hier der sogenannte „Schöne Brunnen“, nach dem das benachbarte Haus Tuchlauben 8 auch „Schönbrunnerhaus“ genannt wurde.